# Liste der Naturdenkmale in Warstein
Die Liste der Naturdenkmale in Warstein nennt die Naturdenkmale in Warstein im Kreis Soest in Nordrhein-Westfalen.

## Naturdenkmale
| Nummer   | Bezeichnung                             | Gemarkung  | Lage                                                                      | Bemerkung | Bild |
| -------- | --------------------------------------- | ---------- | ------------------------------------------------------------------------- | --------- | ---- |
| 11.001   | 1 Ahorn                                 | Hirschberg | Am Parkplatz Gasthof Hirsch in Hirschberg (51° 25′ 42,1″ N, 8° 16′ 35″ O) |           |      |
| A-Wa-002 | 2 Linden südlich Ortsausgang Waldhausen | Waldhausen | (51° 30′ 26,4″ N, 8° 17′ 12,6″ O)                                         |           |      |
| A-Wa-005 | 1 Linde nördlich Kirchweg, am Kreuz     | Allagen    | (51° 28′ 34,4″ N, 8° 14′ 23,8″ O)                                         |           |      |
| A-Wa-007 | 1 Traubeneiche im Fichtenbestand        | Hirschberg | (51° 25′ 7″ N, 8° 15′ 1,5″ O)                                             |           |      |